# Castello di Biron

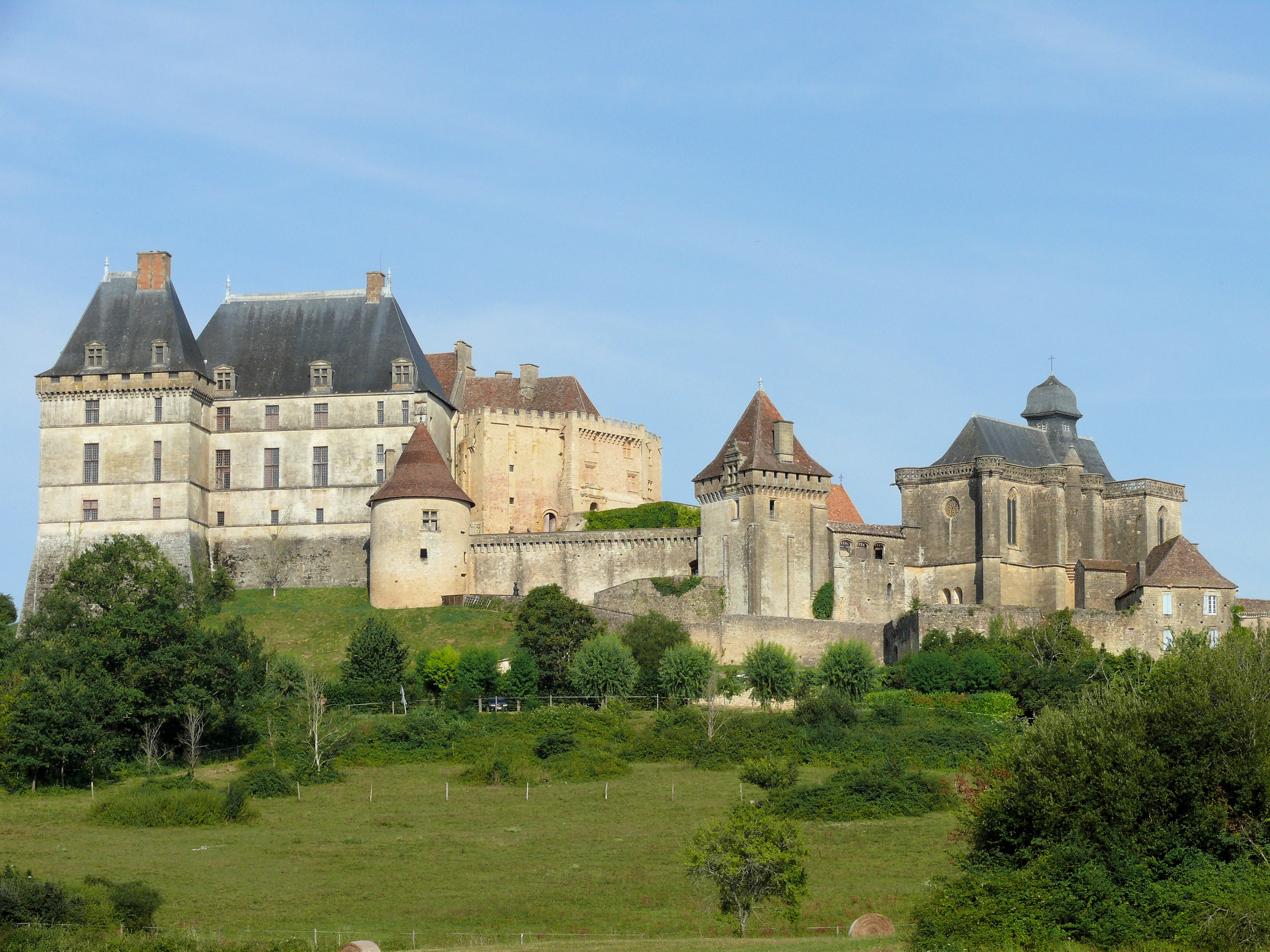
Biron (Dordogna, Aquitania): il castello

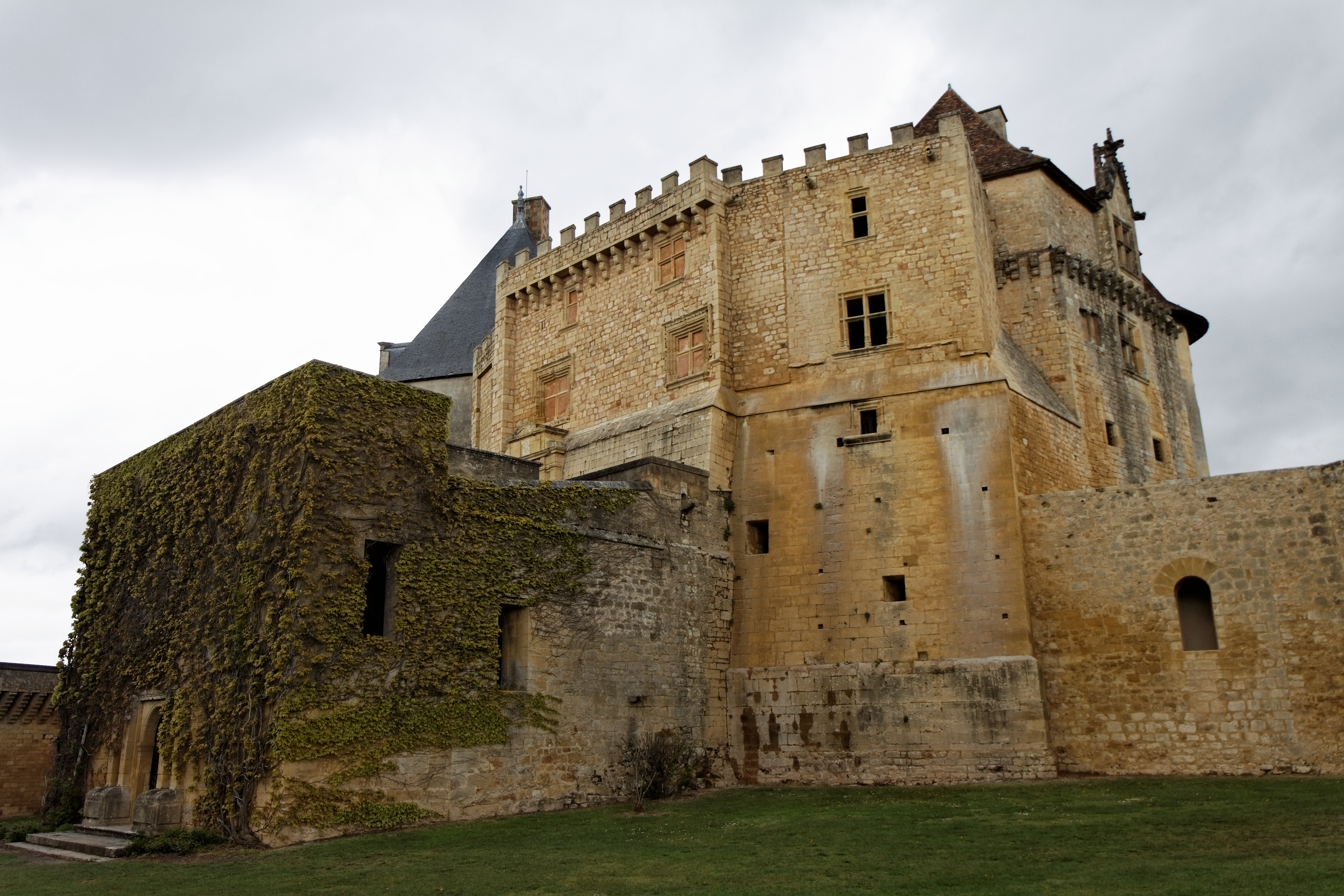
Un'ala del castello

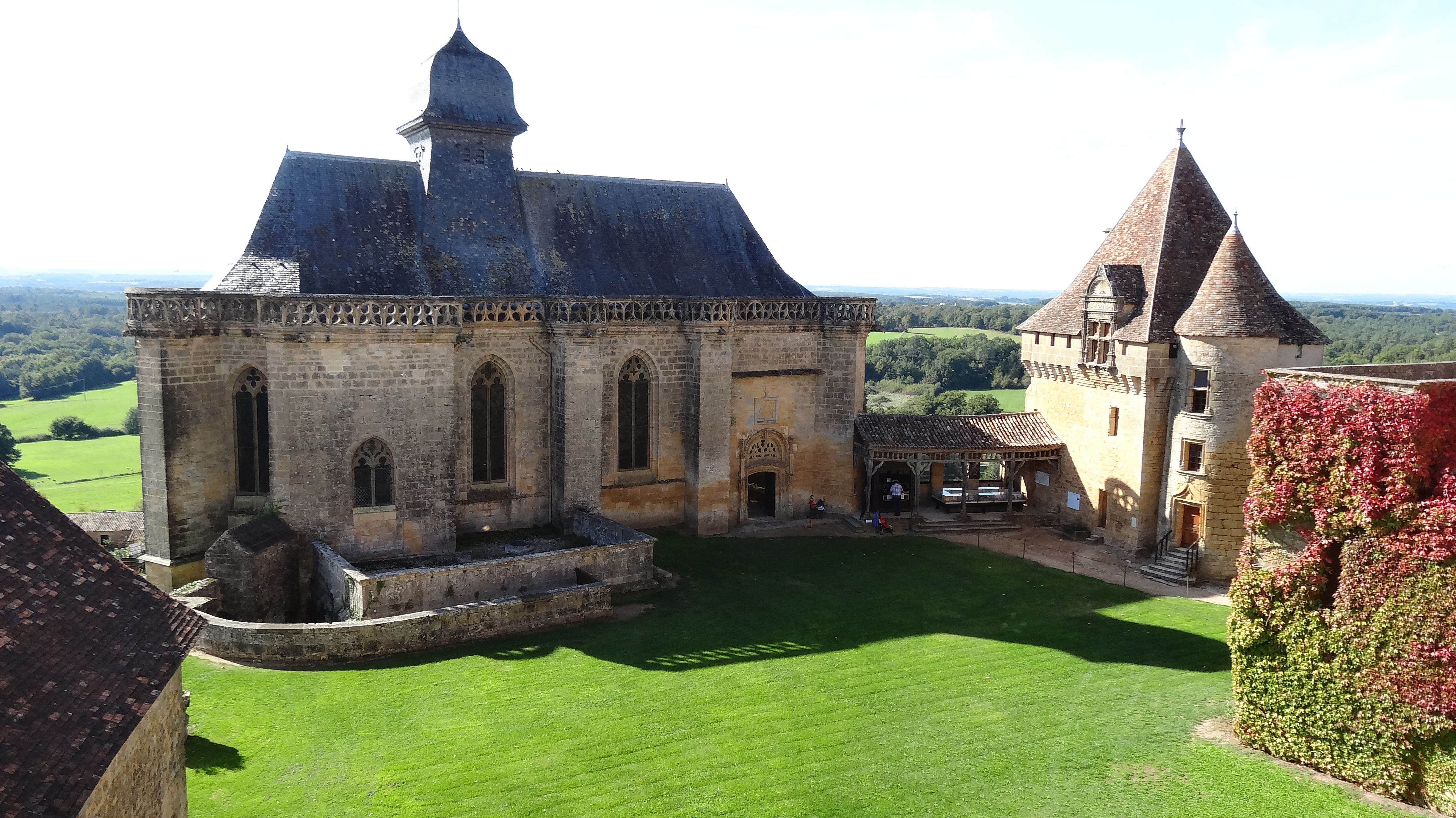
La cappella del castello

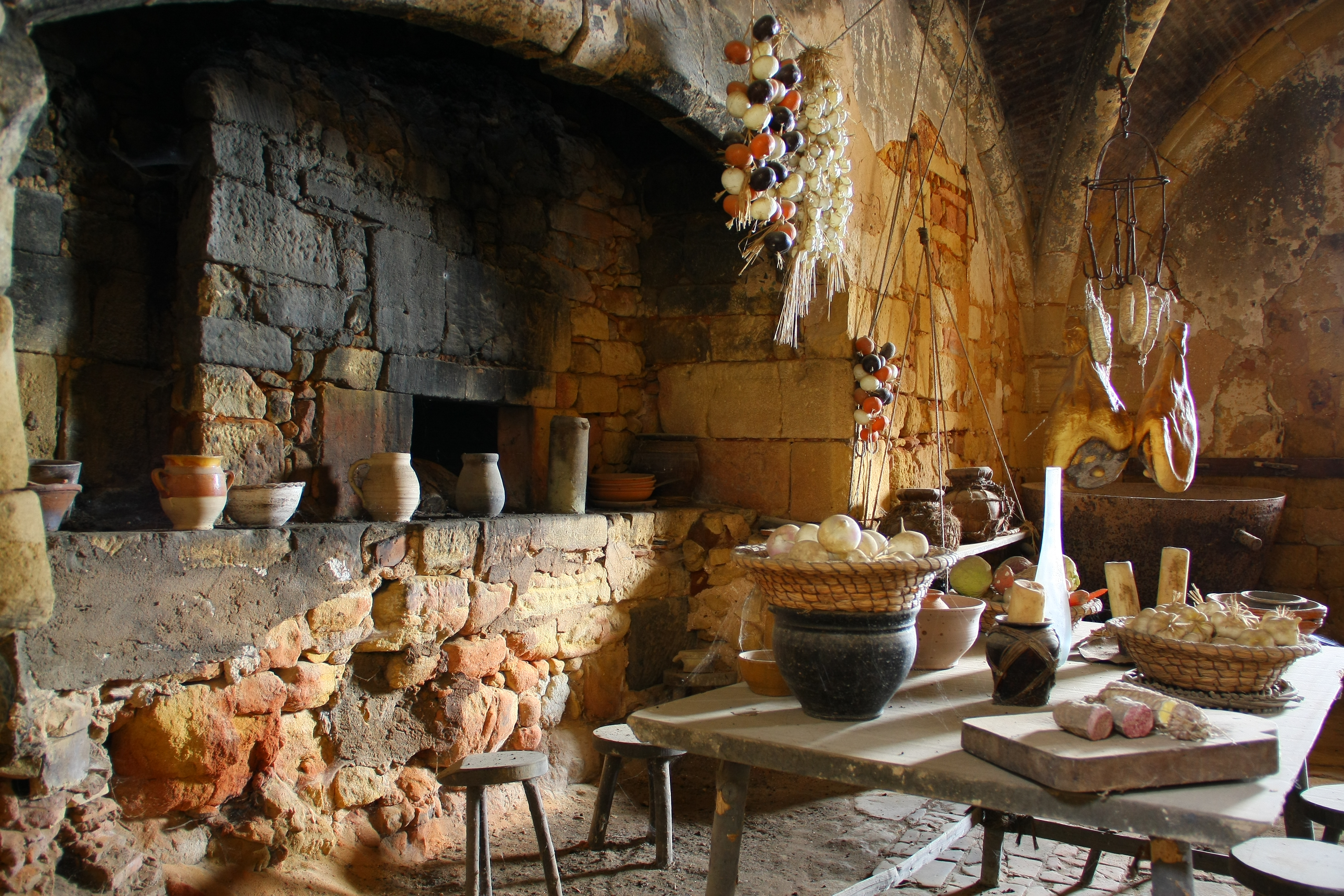
La cucina del castello

Il castello di Biron (in francese: Château de Biron) è un castello fortificato della cittadina francese di Biron, a cavallo tra le regioni storiche del Périgord e dell'Agenais, nel dipartimento della Dordogna (Aquitania),  che fu realizzato tra il XII e il XVIII secolo. Fu sede di una delle quattro baronie del Périgord e fu tra il XIII e il XX secolo, la residenza della famiglia Gontaut-Biron.
È stato inserito nella lista dei monumenti storici nel 1928.

## Descrizione
Il castello si trova in cima su una collina che domina la città.
Si presenta come una fusione tra una fortezza medievale e un edificio rinascimentale.
Presenta un torrione risalente al XII secolo, una cappella risalente al XIV-XV secolo, mentre gli appartamenti sono di epoca rinascimentale.
|  |

## Storia
La costruzione della fortezza originaria iniziò nel XII secolo.
Nel 1221, si rifugiò nel castello un gruppo di Catari, che stavano sfuggendo all'inseguimento dell'esercito guidato da Simon de Monfort.
Nel corso della guerra dei cent'anni, a causa della condotto ambigua della città di Biron nella scelta delle alleanze tra Francia e Inghilterra, il castello fu più volte attaccato e devastato dagli eserciti dei due Paesi.
Nel XV secolo, il castello fu rimodellato in stile rinascimentale per volere di due fratelli, appartenenti alla famiglia Gontaut-Biron. Sempre in quel periodo, furono iniziati i lavori per la costruzione della cappella, che però andarono a rilento e furono interrotti dalle guerre di religione.
Agli inizi del XVII secolo, dopo che Charles de Gontaut era stato decapitato con l'accusa di complotto ai danni di re Enrico IV, la famiglia Gontaut-Biron fu declassata dal titolo di duchi a quello di baroni e fu costretta ad abbandonare il castello.
La famiglia Gontaut-Biron poté però riacquisire il proprio titolo nobiliare e tornare a risiedere nell'edificio il secolo seguente. Iniziò così una nuova opera di ristrutturazione.
Nel corso della Rivoluzione francese, il duca di Biron fu decapitato e il castello passò in seguito ad altri rami della famiglia.
Nel 1978, i discendenti della famiglia Gontaut-Biron abbandonarono l'edificio e lo cedettero allo Stato.